# Fumie Suguri

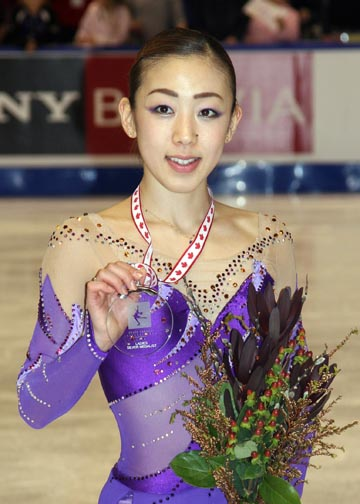
Fumie Suguri tijdens Skate Canada 2008

Fumie Suguri (Japans: 村主 章枝, Suguri Fumie) (Yokohama, 31 december 1980) is een voormalige Japanse kunstschaatser.
Suguri won zes keer een medaille op internationale kampioenschappen. In 2001 won ze het Viercontinentenkampioenschap. Op het WK van 2002 behaalde ze de bronzen medaille. In 2003 evenaarde ze beide prestaties, het 4CK won ze voor de tweede keer en op het WK van 2003 werd ze weer derde. In 2005 veroverde ze haar derde titel op het 4CK. Op het WK van 2006 won ze de zilveren medaille.

## Persoonlijke records
| records             | punten | datum      | toernooi       |
| ------------------- | ------ | ---------- | -------------- |
| Hoogste totaalscore | 182.08 | 13-12-2003 | GP finale 2004 |
| Hoogste korte kür   | 62.12  | 24-03-2006 | WK 2006        |
| Hoogste lange kür   | 120.06 | 13-12-2003 | GP finale 2004 |

## Belangrijke resultaten
| Kampioenschap                | 1993 | 1994 | 1995 | 1996   | 1997   | 1998   | 1999   | 2000  | 2001 | 2002  | 2003   | 2004   | 2005  | 2006   | 2007   | 2008 | 2009 |
| ---------------------------- | ---- | ---- | ---- | ------ | ------ | ------ | ------ | ----- | ---- | ----- | ------ | ------ | ----- | ------ | ------ | ---- | ---- |
| Olympische Spelen            |      |      |      |        |        |        |        |       |      | 5e    |        |        |       | 4e     |        |      |      |
| Wereldkampioenschap          |      |      |      |        | 18e    |        | 20e    |       | 7e   | Brons | Brons  | 7e     | 5e    | Zilver |        |      | 8e   |
| Viercontinentenkampioenschap |      |      |      |        |        |        | 5e     | 4e    | Goud |       | Goud   |        | Goud  |        | tzt *  | 10e  | 6e   |
| Aziatische Winterspelen      |      |      |      | 5e     |        |        | Brons  |       |      |       | Zilver |        |       |        | Zilver |      |      |
| Nationaal Kampioenschap      |      |      |      | 4e     | Goud   | Zilver | Zilver | Brons | Goud | Goud  | Goud   | Zilver | Brons | Goud   |        |      |      |
| WK Junioren                  |      |      |      | 4e     | 4e     |        |        |       |      |       |        |        |       |        |        |      |      |
| NK Junioren                  | 19e  | 9e   | 10e  | Zilver | Zilver |        |        |       |      |       |        |        |       |        |        |      |      |

* tzt = trok zich terug

### Medaillespiegel
| Kampioenschap                  | Goud · | Zilver · | Brons · |
| ------------------------------ | ------ | -------- | ------- |
| Wereldkampioenschap            | 0      | 1        | 2       |
| Vier continenten kampioenschap | 3      | 0        | 0       |
| Aziatische Winterspelen        | 0      | 2        | 1       |
| Nationaal kampioenschap        | 5      | 3        | 2       |

- International Standard Name Identifier: 0000 0003 7735 5283
- Library of Congress Control Number: nr2002013366
- Bibliotheek van het Japanse parlement: 01215182
- Virtual International Authority File: 255268927
- WorldCat: E39PBJmDmfyCGBpVbhpp4DVwG3